# Kap Knowles
Kap Knowles ist ein 305 m hohes Kap an der Black-Küste des Palmerlands auf der Antarktischen Halbinsel. Das Kap begrenzt nördlich die Einfahrt zum Hilton Inlet.
Teilnehmer der United States Antarctic Service Expedition (1939–1941) entdeckten die Landspitze im Jahr 1940. Namensgeber ist der US-amerikanische Geologe Paul Knowles (1909–1978), ein Expeditionsteilnehmer und Leiter der Vermessung des Küstenverlaufs bis zu dieser Bucht.